# Игнац Голоб (партизан)
Игнац Голоб (26. јул 1914 — 1943) је био словеначки партизан и политички комесар.
2. фебруара 1943. ступио у НОВ и ПОС. Као припадник Губчеве бригаде, био је један од делегата који су присуствовали Кочевском збору.